# Hausjärvi
Hausjärvi è un comune finlandese di 8031 abitanti, situato nella regione del Kanta-Häme.

## Storia

### Simboli
Lo stemma di Hausjärvi è stato concesso ufficialmente il 20 aprile 1953.
La croce di Sant'Andrea fa riferimento alla posizione del paese che si trova su un'importante intersezione stradale. La stella simboleggia la scuola elementare più antica della Finlandia aperta nel 1856 presso il maniero di Erkylä.